# Dangerous (canção de Roxette)
"Dangerous" é uma canção de rock da dupla sueca Roxette. Foi lançado em 10 de maio de 1989 como quinto e último single do álbum Look Sharp!. Esteve presente no Top 10 do Billboard Hot 100, passando duas semanas em segundo lugar 2.

## Lista de faixas
1. Dangerous (7" version)
2. Dangerous (Waste of Vinyl 12" mix)
3. Surrender (Live in Norrköping, Sweden, 1988)
4. Neverending Love (Live in Norrköping, Sweden, 1988)
5. Joy of a Toy (Live in Norrköping, Sweden, 1988)
6. Sleeping Single (Live in Norrköping, Sweden, 1988)

## Paradas musicais
| País/Parada (1989–90)                         | Melhor posição |
| --------------------------------------------- | -------------- |
| Austrália (ARIA)                              | 9              |
| Áustria (Ö3 Austria Top 75)                   | 8              |
| Bélgica (Ultratop 50 de Flandres)             | 21             |
| Canadá (RPM Top Singles)                      | 2              |
| Dinamarca (IFPI)                              | 2              |
| Europa (Eurochart Hot 100)                    | 33             |
| Irlanda (IRMA)                                | 5              |
| Itália (Musica e dischi)                      | 22             |
| Países Baixos (Dutch Top 40)                  | 17             |
| Países Baixos (Single Top 100)                | 12             |
| Nova Zelândia (Recorded Music NZ)             | 12             |
| Espanha (AFYVE)                               | 23             |
| Suécia (Sverigetopplistan)                    | 9              |
| Suíça (Schweizer Hitparade)                   | 10             |
| Reino Unido (UK Singles Chart)                | 6              |
| Estados Unidos (Billboard Hot 100)            | 2              |
| Estados Unidos (Billboard Adult Contemporary) | 21             |
| Estados Unidos (Cash Box Top 100)             | 1              |
| Alemanha Ocidental (Official German Charts)   | 8              |